# 宣妃
宣妃（せんひ、? - 1736年9月12日）は、清の康熙帝の側室。モンゴル・ホルチン部の出身。姓はボルジギト（博爾済吉特）氏（Borjigit hala）。康熙帝の祖母の孝荘皇太后の従兄弟の孫娘にあたる。

## 経歴
康熙57年12月（1718年）、宣妃となった。それ以前については記録がない。乾隆元年8月8日（1736年9月12日）、薨去した。

## 伝記資料
- 『清聖祖実録』
- 『清史稿』